# فاونتن هيوز
فاونتن هيوز (بالإنجليزية: Fountain Hughes)‏ هو كاتب أمريكي، ولد في 1848 في شارلوتسفيل في الولايات المتحدة، وتوفي في 1957 في بالتيمور في الولايات المتحدة.